# Crinisinus
Crinisinus — рід совкових з підродини совок-п'ядунів який зустрічається в Кореї.

## Систематика
У складі роду:
- Crinisinus turbo Bryk, 1949